# تشارلز غوردون (لاعب كرة قدم كندية)
تشارلز غوردون (بالإنجليزية: Charles Gordon)‏ هو لاعب كرة قدم كندية أمريكي، ولد في 30 يوليو 1968 في تامبا في الولايات المتحدة.